# Tim Hunt
Tim Hunt, wł. Richard Timothy Hunt (ur. 19 lutego 1943 w Neston) – brytyjski biochemik, laureat Nagrody Nobla w dziedzinie medycyny 2001.

## Życiorys
W latach 1961–1963 studiował w Clare College na Uniwersytecie Cambridge. W roku 1968 obronił na tymże uniwersytecie doktorat. Pracuje w Fundacji Imperium Brytyjskiego Badań nad Rakiem.
W 2001 został laureatem Nagrody Nobla za odkrycia dotyczące kontroli cyklu komórkowego. Badania Hunta – oraz wyróżnionych razem z nim Lelanda H. Hartwella i Paula Nurse’a – otworzyły drogę do opracowania nowych terapii w walce z rakiem. Hunt odkrył cykliny – białka regulujące działanie enzymu odpowiedzialnego za cykl komórkowy i zaobserwował, że są one niszczone zaraz po wykorzystaniu w tym cyklu, co stanowi dodatkowy mechanizm kontrolujący.